# Siffarnjanna
Siffarnjanna är en kulle i Finland.   Den ligger i den ekonomiska regionen Norra Lappland och landskapet Lappland, i den norra delen av landet, 1 000 km norr om huvudstaden Helsingfors. Toppen på Siffarnjanna är 354 meter över havet.
Terrängen runt Siffarnjanna är lite kuperad.  Trakten runt Siffarnjanna är nära nog obefolkad, med mindre än två invånare per kvadratkilometer. Det finns inga samhällen i närheten. Omgivningarna runt Siffarnjanna är i huvudsak ett öppet busklandskap.